# Kadokawa Corporation
A segunda e atual iteração da Kadokawa Corporation, é um conglomerado de mídia japonês, anteriormente chamada Kadokawa Dwango Corporation e foi criada como resultado da fusão da Kadokawa Corporation original e da Dwango Co., Ltd. em 1 de outubro de 2014.
Em fevereiro de 2019, a Kadokawa Dwango anunciou que a Dwango deixaria de ser sua subsidiária para ser uma subsidiária direta da Kadokawa Corporation em uma reorganização da empresa.
Em 1 de julho de 2019, a Kadokawa Corporation foi reorganizada; o negócio editorial permaneceu e a empresa foi renomeada para Kadokawa Future Publishing, enquanto o próprio Kadokawa Dwango se tornou a segunda iteração da Kadokawa Corporation e a holding de todas as empresas do Grupo Kadokawa.

## Empresas do grupo
A Kadokawa Corporation serve para reunir várias empresas japonesas afiliadas relacionadas à Kadokawa Shoten sob o que é conhecido como Grupo Kadokawa. Essas empresas são de três tipos: publicação, filme e visual e mídia cruzada. Os editores lidam principalmente com livros, brochuras bunkobon, mangá e revistas de mídia visual; as empresas cinematográficas e visuais lidam com filmes japoneses e vendas de DVD de filmes internacionais e anime; as empresas de mídia cruzada lidam com conteúdo digital, informações urbanas e revistas de informações sobre programas de televisão, além de transmissão de informações combinando mídia em papel, Internet e telefones celulares. Outros aspectos do grupo são tratados pelo outro segmento de negócios, que cuida principalmente de videogames, leasing imobiliário e compreende uma agência de publicidade.
| - Bookwalker - Geexplus, Inc - Chara-ani Corporation - Choubunsha Publishing Co. - Comic Walker - eb Creative - Japan Digital Library Service - Kadokawa Game Linkage - Kadokawa Future Publishing - ASCII Media Works - Building Book Center - Chukei Publishing - Enterbrain - Fujimi Shobo - Kadokawa Gakugei Publishing - Kadokawa Key-Process - Kadokawa Magazines - Kadokawa Shoten - Media Factory - Mainichi GA Hakken - Production Ace - Dwango - Dehogallery - Dwango AG Entertainment - Dwango Music Publishing - FromNetworks - Project Studio Q - Spike Chunsoft - Spike Chunsoft, Inc - Vaka - Vantan - Virtual Cast Co., Ltd. - Watanabe Amaduction - Docomo Anime Store - K.Sense (80%) - Kadokawa Media House - Kadokawa Uplink - Kids Net - Movie Walker - Movie Ticket - T Gate - Smile Edge | - ENGI (53%) - EuropaCorp Japan - Globalgate Entertainment - Glovision - Japan Film Fund - Kadokawa Daiei Studio - Nihon Eiga Satellite Broadcasting - Persol Media Switch (30%) - Studio Lide (40%) - ATX - Chara-Ani Corporation - Customcast - C・P・S - FromSoftware - Kadokawa ASCII Research Laboratories - Cool Japan Travel, Inc (75%) - Kadokawa Architecture - Kadokawa Book Navi - Kadokawa Contents Academy - Kadokawa Connected - Kadokawa Craft - Kadokawa Games - K’s Lab - Karksa Media Partner Corporation (34%) - Page Turner - Production Ace - Tokorozawa Sakuratown Corporation - Animate Oversea - Bookwalker Taiwan - Guangzhou Tianwen Kadokawa Animation and Comics - Hemisphere Motion Picture Partners I - Hemisphere Motion Picture Partners II - Kadokawa Amarin - Kadokawa Contents Academy - Kadokawa Holdings Asia - J-Guide Marketing - Kadokawa Gempak Starz (Malásia) (80%) - Kadokawa Hong Kong - Kadokawa Holdings US - Kadokawa Holdings US in Hong Kong - Kadokawa International Edutainment (Taiwan) - Kadokawa Pictures America - Kadokawa Taiwan Corporation - Kadokawa Consulting (Tailândia) - Kadokawa Qingyu (Shangai) Culture & Creation - Sun Wah Kadokawa (Hong Kong) Group - Taiwan Animate - Yen Press (51%) |

### Ex-subsidiárias
- Asmik Ace
- Daihyakka News: Merged with Dwango in July 2019.
- Kadokawa Entertainment: Em 1 de novembro de 2009, a Kadokawa Entertainment foi incorporada à Kadokawa Pictures.
- Kadokawa Group Publishing: Em 1 de abril de 2013, a Kadokawa Group Publishing foi incorporada à Kadokawa Group Holdings.
- Kadokawa J:COM Media: Fundada em novembro de 2005 como uma joint venture entre a Kadokawa Shoten e a Jupiter Telecommunications.[13] It was eliminated in June 2010.
- So-net Kadokawa Link: Fundada em 27 de junho de 2007 com So-net Entertainment (43,5%), Kadokawa Mobile (43,5%) e Dentsu E-link[14] (13.0%).[15]
- Kadokawa Mobile and Movie Gate: Em 1 de outubro de 2009, a Kadokawa Mobile se fundiu com o Movie Gate para formar o Kadokawa Contents Gate.[16]
- Kadokawa Production: Em 1 de outubro de 2013, a empresa foi dissolvida e integrada na Kadokawa Corporation.
- Mages: Em 12 de julho de 2019, a Mages foi adquirida pela Chiyomaru Studio, uma empresa de conceito e direitos autorais também liderada pelo CEO da Mages.[17]
- MediaLeaves: Em 10 de janeiro de 2010, o MediaLeaves foi incorporado ao Enterbrain.[18]
- NTT Prime Square
- Sarugakucho: Tornou-se parte da Kadokawa Group Holdings sob a Enterbrain durante a aquisição da ASCII. Em 31 de março de 2010, a Pole To Win anunciou que adquiriu a Sarugakucho.[19]
- Words Gear: Em 26 de setembro de 2006, Matsushita Electric Industrial anunciou o estabelecimento do Words Gear com o Kadokawa Mobile e o Tokyo Broadcasting System, a partir de 2 de outubro de 2006.[20] Em 30 de setembro de 2010, a Kadokawa Group Holdings anunciou a fusão da Words Gear no Kadokawa Contents Gate, com o Kadokawa Contents Gate como a empresa sobrevivente, a partir de 1º de janeiro de 2011.[21]Referências

1. ↑  «カドカワ株式会社». info.kadokawadwango.co.jp (em japonês). Consultado em 25 de dezembro de 2016
2. ↑  株式会社KADOKAWA Kabushiki gaisha. KADOKAWA
3. ↑  カドカワ株式会社 Kadokawa Kabushiki-gaisha, até 1 de outubro de 2015 株式会社KADOKAWA・DWANGO
4. ↑  «Dwango to merge with Kadokawa». The Japan Times
5. ↑  «Publisher Kadokawa, Internet firm Dwango complete merger». The Japan Times
6. ↑  «Nobuo Kawakami Steps Down as Kadokawa Dwango President». Anime News Network
7. ↑  グループ会社一覧 [Group Company Summary]. Kadokawa Group Holdings (em japonês)
8. ↑  «Publishing businesses under Kadokawa Group Holdings». Kadokawa Group Holdings
9. ↑  «Movie/Visual businesses under Kadokawa Group Holdings». Kadokawa Group Holdings
10. ↑  «Cross media businesses under Kadokawa Group Holdings». Kadokawa Group Holdings
11. ↑  «Other businesses under Kadokawa Group Holdings». Kadokawa Group Holdings
12. ↑  «Report: Kadokawa Acquires Dark Souls Developers From Software». Silliconera. 28 de abril de 2014. Consultado em 21 de maio de 2014
13. ↑  «角川ジェイコム・メディア 「J:COM Walker」創刊 J:COM さいたま、J:COM 相模原・大和 各サービスエリアで8 月に発行» (em japonês). PR Times. 14 de junho de 2007. Consultado em 11 de abril de 2012. Cópia arquivada em 4 de abril de 2015
14. ↑  インターネット分野専門の広告会社「電通イー・リンク」を設立 (PDF) (em japonês). Cyber Communications. Consultado em 11 de abril de 2012. Cópia arquivada (PDF) em 13 de julho de 2011
15. ↑  －「地域情報映像」×「ネット地域広告」×「ネット対応機器」－ 「株式会社ソネット・カドカワ・リンク」を3 社共同で設立 ～高品質映像で嗜好に適した情報と出会える『地域情報探訪サイト』を構築～ (PDF) (em japonês). So-net Entertainment. Consultado em 11 de abril de 2012. Cópia arquivada (PDF) em 12 de abril de 2013
16. ↑  連結子会社 角川モバイルとムービーゲートの合併に関して (PDF) (em japonês). Kadokawa Group Holdings. Consultado em 11 de abril de 2012
17. ↑  Romano, Sal (26 de julho de 2019). «Mages goes independent from Kadokawa Group, 5pb. to consolidate into Mages». Gematsu. Consultado em 26 de julho de 2019
18. ↑  «MediaLeaves, Inc. announcement» (em japonês). MediaLeaves. Consultado em 11 de abril de 2012. Cópia arquivada em 28 de outubro de 2010
19. ↑  株式会社猿楽庁の株式取得（子会社化）に関するお知らせ (PDF) (em japonês). Pole To Win. Consultado em 11 de abril de 2012. Cópia arquivada (PDF) em 19 de julho de 2013
20. ↑  «角川・松下電器・TBS 3社が電子書籍事業会社 「ワーズギア株式会社」設立で合意 ～読書端末とコンテンツを提供～» (em japonês). Panasonic. Consultado em 11 de abril de 2012
21. ↑  グループ企業再編による 映像・雑誌・デジタル事業の強化について (PDF) (em japonês). Kadokawa Group Holdings. Consultado em 11 de abril de 2012